# Saleh Al-Shehri
Saleh Khalid Mohammed Al-Shehri (Arabisch: صالح خالد محمد الشهري; Jeddah, 1 november 1993) is een Saoedi-Arabische professionele voetballer die als aanvaller speelt voor Al-Hilal en het nationale team van Saoedi-Arabië. 

## Clubcarrière
Vanaf 2009 werd Al-Shehri opgenomen in de jeugdopleiding van Al-Ahli, waar hij in verschillende jeugdelftallen als aanvaller speelde. In het seizoen 2011-12 maakte hij op huurbasis de overstap van het O23-elftal naar een jeugdelftal van het Portugese CD Mafra, waar hij een seizoen verbleef en in het O19-elftal speelde. 
Na zijn terugkeer bij Al-Ahli in juli 2012 werd hij opnieuw verhuurd aan een Portugese club, ditmaal aan SC Beira-Mar. Al-Shehri maakte zijn professionele seniorendebuut op 2 september 2012 in een competitiewedstrijd tegen Moreirense, waar hij meteen zijn eerste doelpunt scoorde in het 1-1 gelijkspel. Hiermee zorgde hij voor een primeur door als eerste Saoedi-Arabische speler te scoren in een Europese competitie. In zijn tweede wedstrijd had hij meteen een nieuw record, door na 2 minuten al te scoren tegen Vitória Guimarães. Dit bleek het snelste doelpunt te zijn in het seizoen 2012-13 van de Primeira Liga. Ondanks een voortvarende start zal Al-Shehri niet vaak bij de wedstrijdselectie en kwam hij tijdens zijn huurperiode bij Beira-Mar tot slechts elf optredens.
Na zijn terugkeer bij Al-Ahli in de zomer van 2013 maakte hij ook hier eindelijk zijn officiële debuut in de hoofdmacht tijdens de kwartfinale van de AFC Champions League tegen FC Seoul. In de seizoenen erop wist Al-Shehri geen vaste basisplaats te veroveren bij Al-Ahli, waarop hij in 2015 de overstap maakte naar Al-Raed. Bij deze club werd hij wel snel een vaste waarde en speelde hij voor vier seizoenen.
Zijn laatste seizoen bij Al-Raed (2019-20) werd Al-Shehri uitgeleend aan Al-Hilal. Ook hier speelde hij (veelal als invaller) veel wedstrijden in de Saudi Pro League. Na een succesvol seizoen, waarin de club landskampioen werd en de beker won, besloot Al-Hilal om hem definitief over te nemen. In de twee daaropvolgende seizoenen werd Al-Shehri opnieuw landskampioen met Al-Hilal en won hij in 2021 de AFC Champions League.

## Interlandcarrière
Al-Shehri werd in 2020 voor het eerst opgeroepen voor het nationale elftal van Saoedi-Arabië. Hij maakte zijn debuut op 14 november 2020 in een met 3-0 gewonnen vriendschappelijk duel tegen Jamaica, waarin hij meteen de tweede goal maakte voor zijn land. Inmiddels heeft hij al 22 interlands gespeeld voor het nationale elftal waarin hij 11 keer scoorde.
Al-Shehri werd opgenomen in de selectie van Saoedi-Arabië voor het WK 2022 in Qatar. Hij begon als basisspeler in de openingswedstrijd tegen Argentinië, en zorgde in de 48e minuut met een doelpunt voor de 1-1 gelijkmaker in het duel dat Saoedi-Arabië uiteindelijk verrassend met 1-2 zou winnen. Ook in de overige twee groepswedstrijden begon Al-Shehri in de basiself.

## Erelijst
Al-Hilal
- Kampioen Saudi Professional League: 2019–20, 2020–21, 2021–22
- Winnaar King Cup: 2019–20, 2022–23
- Winnaar AFC Champions League: 2019, 2021
- Winnaar Saudi Super Cup: 2021

1 Al Rubaie ·
2 Al-Ghannam ·
3 Madu ·
4 Al-Amri ·
5 Al-Bulaihi ·
6 Al-Breik ·
7 Al-Faraj  ·
8 Al-Malki ·
9 Al-Buraikan ·
10 Al-Dawsari ·
11 Al-Shehri ·
12 Abdulhamid ·
13 Al-Shahrani ·
14 Otayf ·
15 Al-Hassan ·
16 Al-Najei ·
17 Al-Tambakti ·
18 Al-Abid ·
19 Bahebri ·
20 Al-Aboud ·
21 Al-Owais ·
22 Al-Aqidi ·
23 Kanno ·
24 Al-Dawsari ·
25 Asiri ·
26 Sharahili ·
Coach: Renard